# Rudolf Reeber
Rudolf Reeber (* 6. Januar 1887 in Speyer; † 20. August 1962 in Kaiserslautern) war ein deutscher Kommunalbeamter, der vom 3. April bis 11. Mai 1945 versehentlich zum Oberbürgermeister von Kaiserslautern ernannt worden war.

## Leben
Rudolf Reeber war der Sohn von Lina Müller und des Postbeamten Josef Reeber.
Er besuchte ein humanistisches Gymnasium, studierte Rechtswissenschaft an der Universität Kiel, Berlin, München und Erlangen.
1916 heiratete er Meta Witten.
Vom 5. Juni 1917 bis 19. November 1918 war er Presseoffizier im Bayerischen Kriegsministerium. Dort fand er eine Sprache für Monatsberichte über die Ernährungslage und die Stimmung in der Heimat die vom Kriegspresseamt in Berlin gelobt wurde. Daneben wurde er mit Fragen der militärischen Jugenderziehung und der Zensur größerer Verlagswerke beschäftigt.
Von 1919 bis 1953 war er rechtskundiger Stadtrat in Kaiserslautern.
1932 war er in der engeren Auswahl der Bayerischen Volkspartei als Bürgermeisterkandidat für Kaiserslautern.
Dr. Rudolf Reeber, praktizierender Katholik und Favorit der Bayerischen Volkspartei und des Zentrums. Aus Rücksicht auf die konfessionelle Spaltung der Stadtbevölkerung, trat er als Bewerber zurück. Obwohl der neue Bewerber, Dr. Hans Weisbrod aus Landau, weder konfessionell noch politisch hervorgetreten, doch Katholik war, präsentierten protestantische Kreise daraufhin den Regierungsrat Karl Barth aus Saarbrücken, der auch von den Nationalsozialisten unterstützt wurde.
Der geflüchtete Nazi-Oberbürgermeister Richard Imbt hatte dem Stadtkassendirektor Emil Pfleger die Stadtgeschäfte übergeben,
Am 3. April 1945 nach der Einnahme von Kaiserslautern durch die US-Army am 20. März 1945 wurde Reeber von der Amerikanischen Militärregierung zum Oberbürgermeister von Kaiserslautern ernannt. Am 11. Mai 1945, nachdem die Militärregierung Kenntnis von seiner Mitgliedschaft in der NSDAP erlangte, wurde er von Alexander Müller in dieser Funktion abgelöst.
Nach 1953 blieb er im Aufsichtsrat der Stadtsparkasse Kaiserslautern, der Gasanstalt AG Kaiserslautern, der Gemeinnützigen Baugesellschaft Kaiserslautern AG (Bau AG) sowie der Kur AG (Medizinische Bäder) in Bad Dürkheim.

## Veröffentlichung
- Verfassung und Verwaltung der Stadt Kaiserslautern seit dem Ausgang des Mittelalters, In: Kaiserslautern: 1276–1951 Festschrift zum 675-jährigen Jubiläum der Stadterhebung. Kaiserslautern/ hrsg. von Ottheinz Münch. – Kaiserslautern, 1951. – S. 47–51[4]